# Wapen van 's-Heer Arendskerke

Wapen van 's-Heer Arendskerke

Het wapen van 's-Heer Arendskerke werd op 31 juli 1817 bevestigd door de Hoge Raad van Adel aan de Zeeuwse gemeente 's-Heer Arendskerke. Per 1970 ging 's-Heer Arendskerke in gedeelten op in de gemeenten Goes en Borsele. Het dorp 's-Heer Arendskerke werd opgenomen in gemeente Goes. Het wapen van 's-Heer Arendskerke is daardoor definitief komen te vervallen als gemeentewapen.

## Blazoenering
De blazoenering van het wapen luidde als volgt:
In goud 3 palen van azuur en een hartschild van zilver, beladen met een adelaar van sabel. 
De heraldische kleuren zijn goud (goud of geel), azuur (blauw), zilver (wit) en sabel (zwart). In het register van de Hoge Raad van Adel zelf wordt geen beschrijving gegeven, maar een afbeelding.

## Verklaring
Het gemeentewapen vormde eerder het heerlijkheidswapen van heerlijkheid 's-Heer Arendskerke. In de 17e eeuw wordt het wapen vermeld in het Nieuwe Cronyk van Zeeland van Smallegange. Bij de site Nederlandse Gemeentewapens is de herkomst onbekend. Wellicht zou het hartschild een sprekend element kunnen zijn.

## Trivia
In de brief van de aanvraag van het wapen leverde het gemeentebestuur de tekening aan op de achterkant van speelkaart klaver 10.